# 나흐만 아론샤인
나흐만 아론샤인(폴란드어: Nachman Aronszajn IPA: [ˈnaxman aˈronʂai̯n], 1907~1980)은 폴란드 태생의 수학자이다. 해석학과 수리논리학에 공헌하였다.

## 생애
1907년 7월 26일 바르샤바의 유대인 가정에서 태어났다. 1930년에 바르샤바 대학교에서 스테판 마주르키에비치 밑에서 박사 학위를 수여받았으며, 1935년에 모리스 르네 프레셰 밑에서 파리 대학교에서 두 번째 박사 학위를 수여받았다. 이후 미국으로 이민하여 오클라호마 주립 대학교 교수가 되었으며, 1951년에 캔자스 대학교로 이전하였다.
1977년에 은퇴하였다. 1980년 2월 5일 오리건주 코밸리스에서 사망하였다.